# James B. Sikking
James B. Sikking, egentligen James Barrie Sikking, född 5 mars 1934 i Los Angeles, Kalifornien, död 13 juli 2024 i Los Angeles,  var en amerikansk skådespelare.
Förutom att ha spelat Lt. Howard Hunter i Spanarna på Hill Street hade han även framträdande roller i TV-serierna Doogie Howser, M.D. och Brooklyn South.

## Filmografi i urval
- 1967 – Point Blank
- 1969 – Charro!
- 1969 – Mannen med katt-boxen
- 1972 – I lagens namn ...
- 1972 – De 7 rider igen!
- 1973 – The Alpha Caper
- 1976 – Ellery Queen, avsnitt The Adventure of the Sinister Scenario (gästroll i TV-serie)
- 1977 – Young Joe, the Forgotten Kennedy
- 1978 – A Woman Called Moses
- 1980 – En familj som andra
- 1980 – Tävlingen
- 1981 – Outland
- 1981–1987 – Spanarna på Hill Street (TV-serie)
- 1983 – Den inre cirkeln
- 1984 – Star Trek III
- 1985 – Närkontakt av värsta graden
- 1986 – Soul Man
- 1986 – Dress gray - Hederskodex
- 1987 – Bay Coven
- 1989 – Rosens broderskap
- 1989–1993 – Doogie Howser, M.D. (TV-serie)
- 1990 – Farligt möte
- 1991 – Final Approach
- 1992 – Maple Drive
- 1993 – Pelikanfallet
- 1994 – Förförd av ondska
- 1995 – På jakt efter ära
- 1995 – Tyson - en legend
- 1995 – Dare to Love
- 1997–1998 – Brooklyn South (TV-serie)
- 2000 – I höjd med helvetet
- 2009 – imps*
- 2009 – Wild About Harry